# Björn Selder

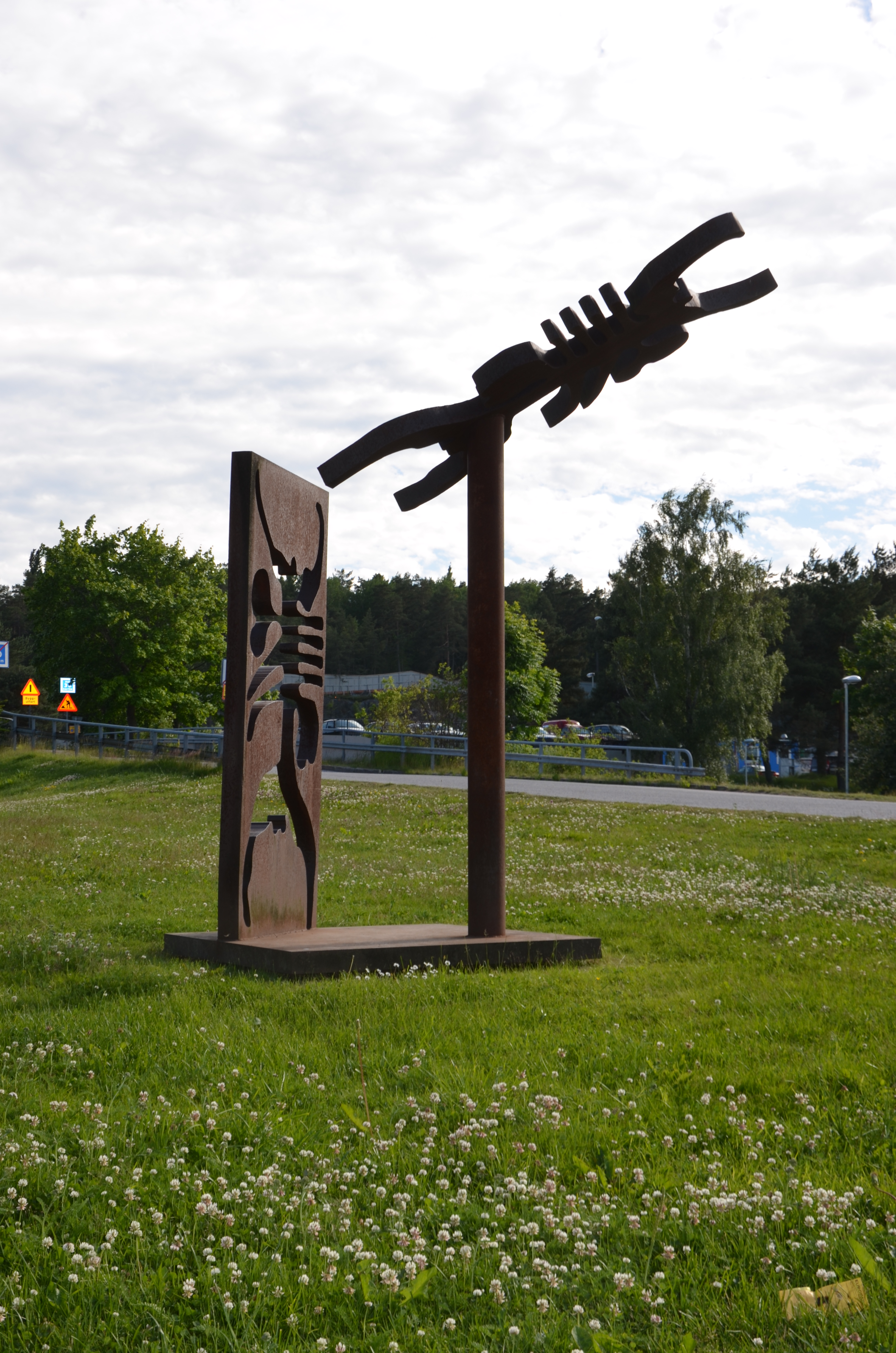
Flygande järnman i Norsborg

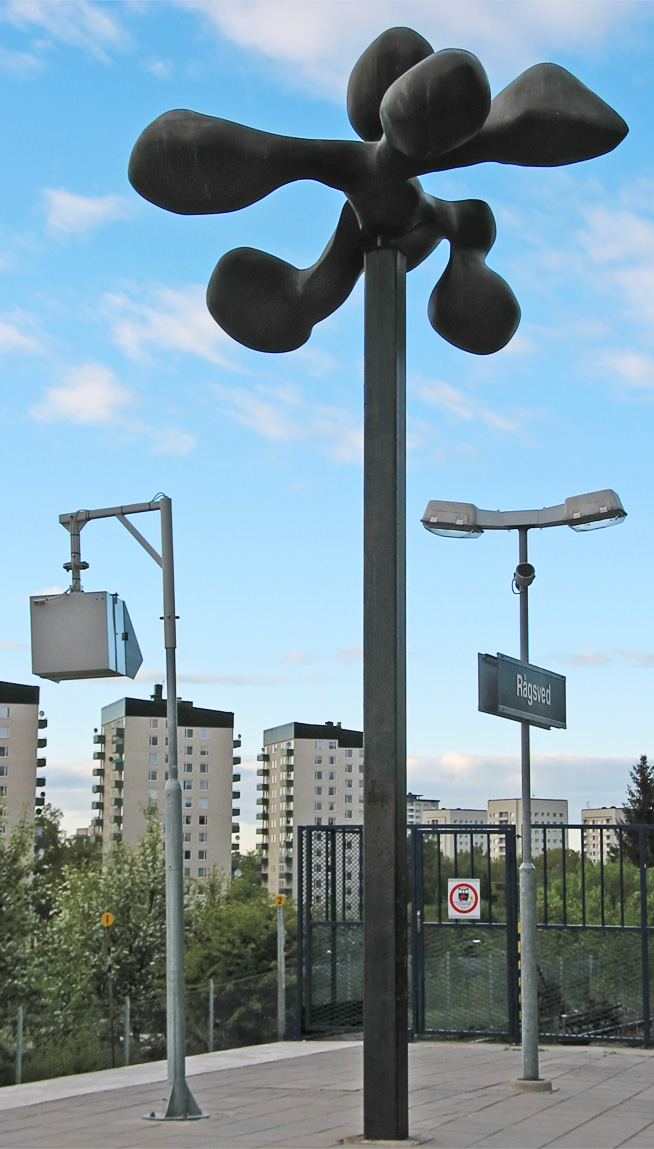
Fågel Grön i Rågsved

Björn Selder, född 7 mars 1940 i Stockholm, död 1999, var en svensk grafiker och skulptör.

## Biografi
Selder var gift med textilkonstnären Margaretha Selder. Han gjorde ett flertal studieresor till Paris där han bland annat studerade för den amerikanske grafikern W Wellington samt grafisk färg och tryckning för Theo Mortensen. Han bedrev dessutom självstudier under resor till Nederländerna, Belgien, Österrike, Spanien och Nordafrika. Han arbetade som föreståndare för Grödingesgruppens grafikverkstad i Stockholm 1963–1964. Separat debuterade han med en utställning på Galerie Catharina i Stockholm 1961 och tillsammans med Ove Dahlstrand ställde han ut på Lorensbergs konstsalong i Göteborg och tillsammans med Bertil Sagnér på Galleri Brinken i Stockholm. Han medverkade i Grödingegruppens utställningar och olika grupputställningar på Liljevalchs konsthall. Förutom grafik består hans konst av polykroma träreliefer. Han gjorde ett flertal fontäner i offentlig miljö sedan 1989. Han var professor på Central Academy of Fine Arts i Peking i Kina och gjorde på uppdrag av kinesiska staten reliefutsmyckningar i kinesiska muren.
Björn Selder tog 1969 initiativ till Konstnärernas Kollektivverkstad (KKV) i Stockholm tillsammans med Torsten Fridh och Rickard Künzl samt senare det numera nedlagda Skulpturens hus i Vinterviken i Stockholm. Selder är representerad vid Moderna museet, Kalmar konstmuseum och Göteborgs skolförvaltning.

## Offentliga verk i urval
- 1 1/2 (1970), förkromat rostfritt stål, Rödabergsgatan 1 i Stockholm
- Fågel Grön (1988), brons, Rågsveds tunnelbanestation i Stockholm
- Musik i syd (1993), diabas och granit, Kanalgatan 30 i Kristianstad
- Frihetens källa (1990), fontänskulptur, på Norrmalmstorg i Stockholm
- Kultplats (1997), diabas och granit, Nybro Torg
- Miman och Mimaroben (1986), fontänskulptur på Aniaraplatsen i Sollentuna kommun
- Molnet (1988), ekebergsmarmor och diabas, Servicehuset Bobinen i Mariannelund
- Paleontologiska variationer (1989), svart diabas, Arenatorget, Globen City, Stockholm
- Mycket stor och mycket liten, utanför Servicehuset Pomona i Håbo
- Kasper i landskap, hörnet Plangatan/Köpmangatan i Sandviken
- Flygande järnman, Tors väg/Karsbyvägen, samt tre skulpturer vi Friggs väg 23C, Höders väg 23B och Odens väg, i Norsborg i Botkyrka
- Dronten, Mölletorget i Ystad
- Mycket stor och mycket liten, utanför Servicehuset Pomona i Bålsta
- Madamm, älvdalssandsten, Älvdalen
- Växelspakhybrid, Fröparken, Solna
- Soleruption, Motala Folkets park, Motala kommun

## Fotogalleri

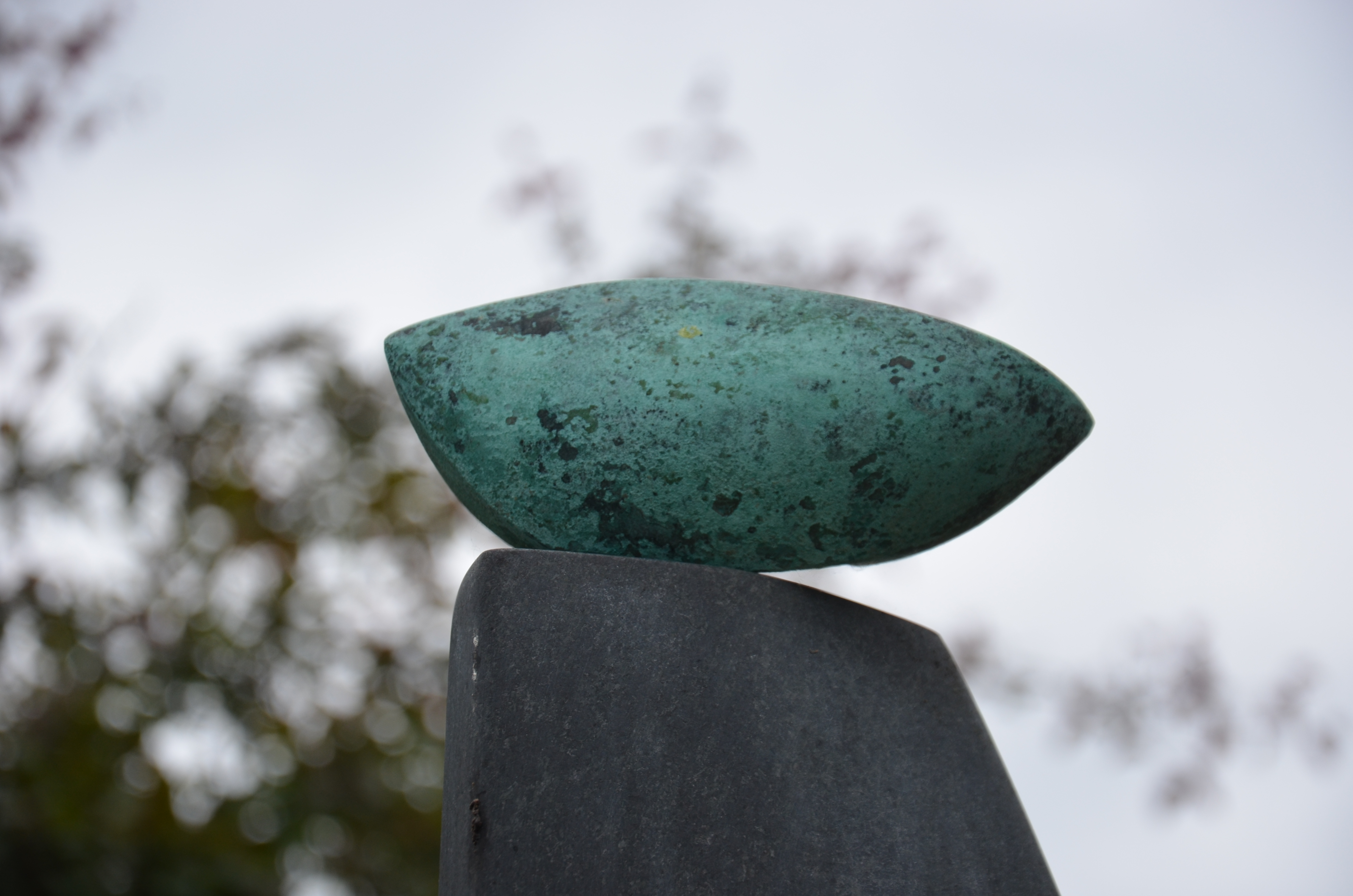
Övre delen av Mycket stor och mycket liten i Bålsta
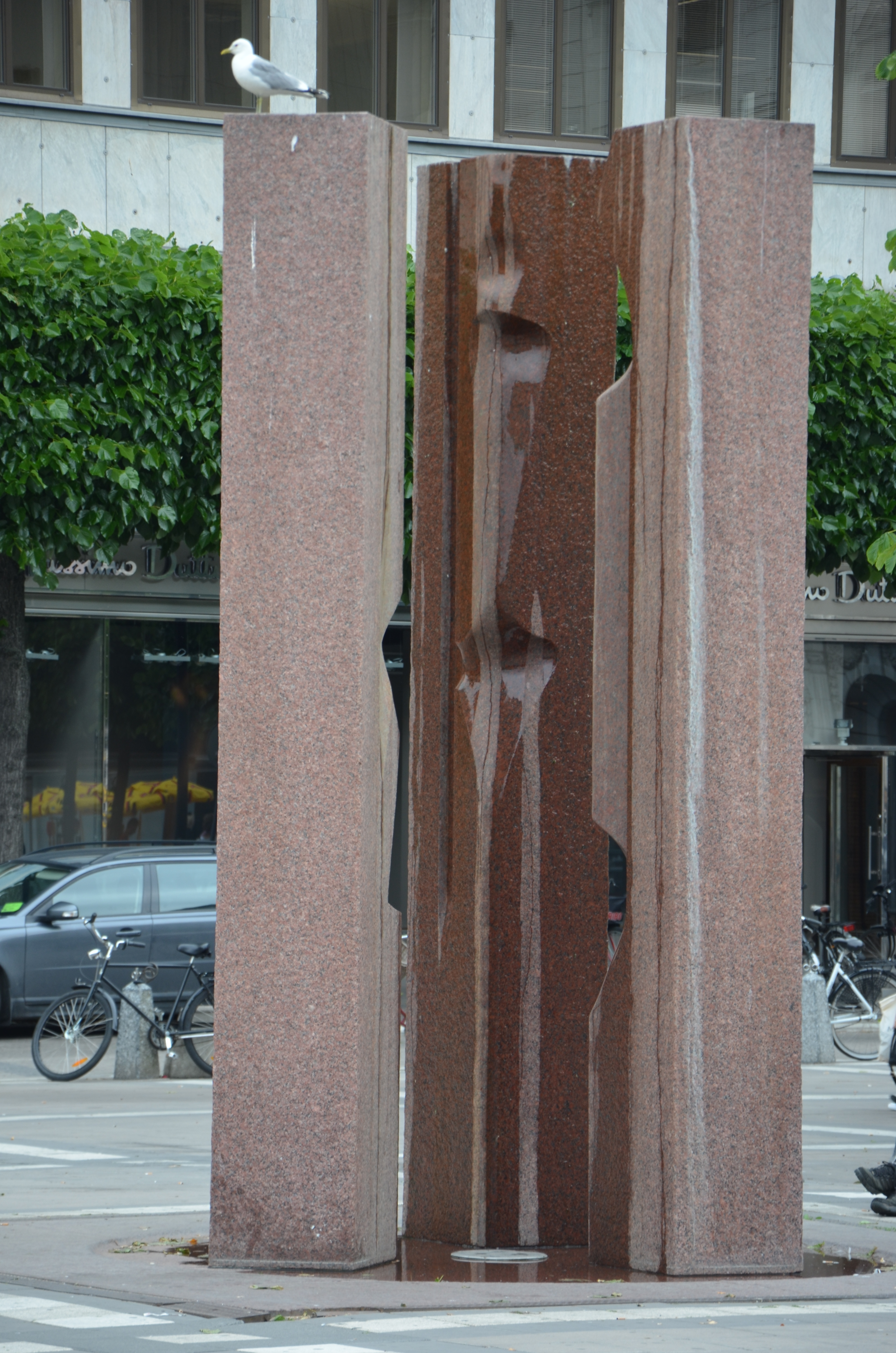
Frihetens källa i Stockholm
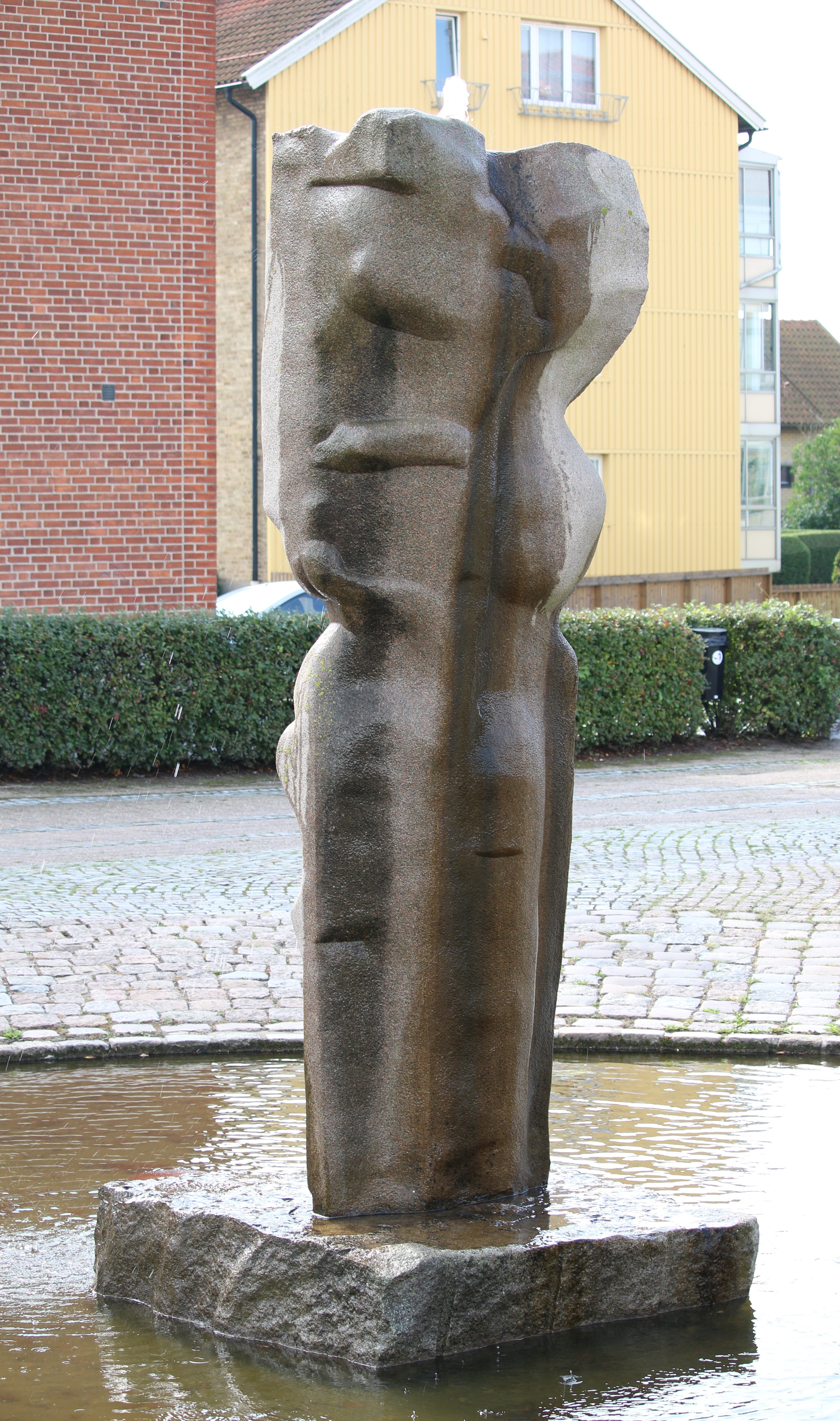
Monument över den sista dronten  i Ystad.